# Đồng cỏ

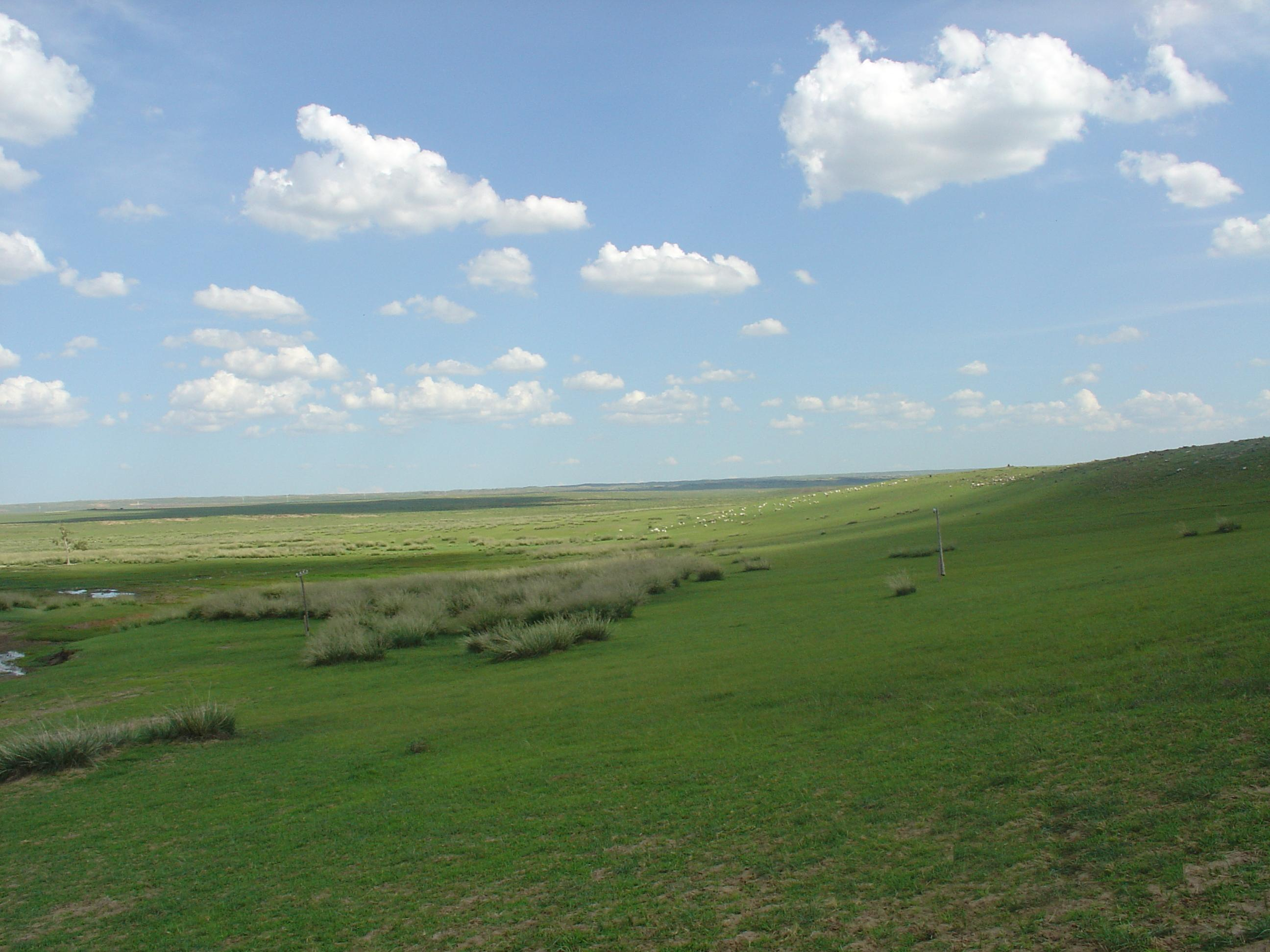
Đồng cỏ Nội Mông Cổ tại Cộng hòa Nhân dân Trung Hoa.

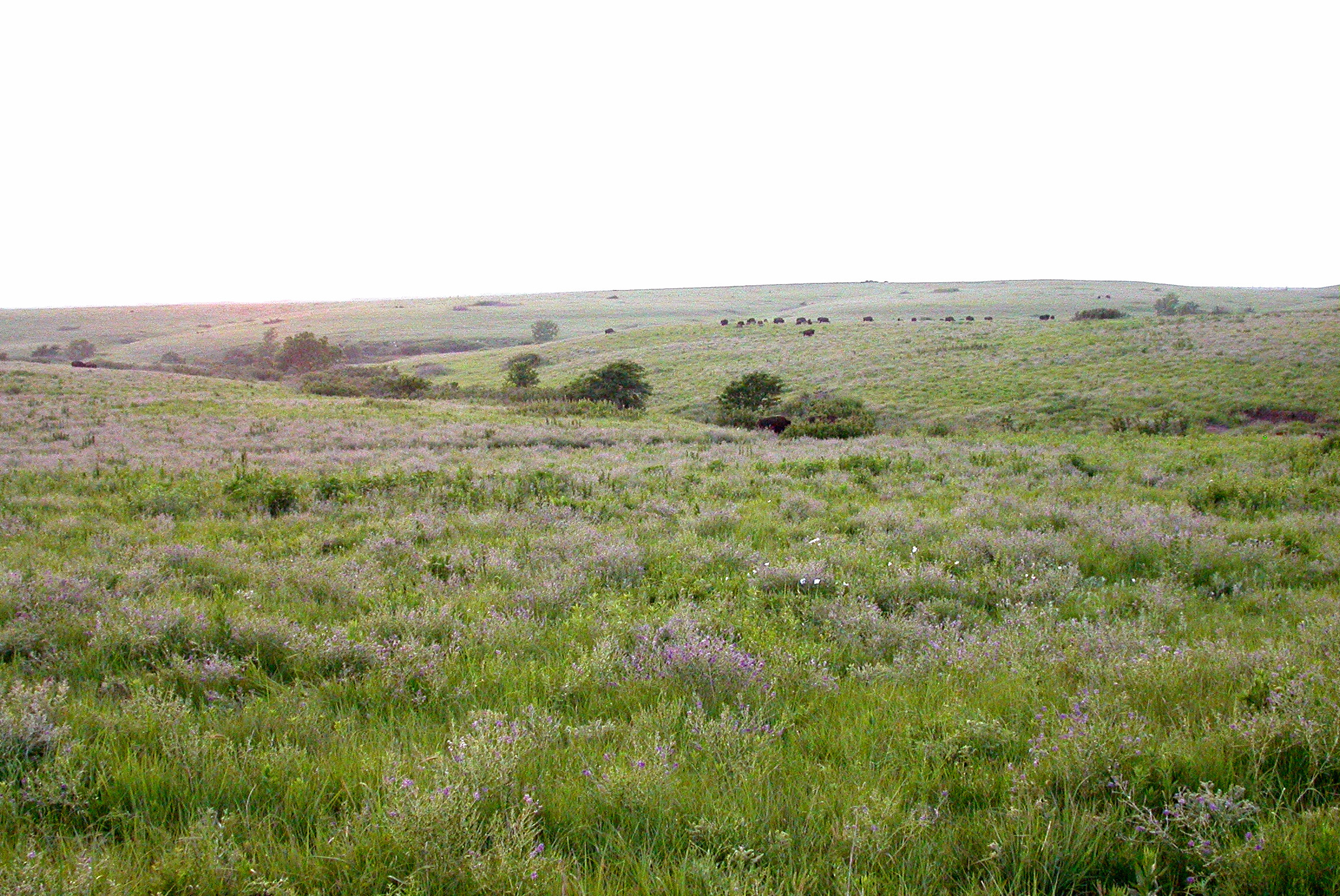
Đồng cỏ cao Konza tại Flint Hills ở đông bắc Kansas.

Đồng cỏ hay thảo nguyên (từ gốc Hán Việt của 草原 với thảo nghĩa là cỏ, nguyên là cánh đồng) là khu vực trong đó thảm thực vật tự nhiên chủ yếu là các loài cỏ trong họ Hòa thảo (Poaceae) và các loại cây thân thảo khác. Tuy nhiên, các loài cói hay lác (họ Cyperaceae) và bấc (họ Juncaceae) cũng có thể được tìm thấy.
Trong tiếng Anh, đồng cỏ được gọi là Savanna (xa-van) có nguồn gốc từ ngôn ngữ thổ dân tây Mỹ với ý nghĩa "vùng đất không có cây nhưng nhiều cỏ lớn nhỏ" (Oviedoy Valdes, 1535). Từ sau thế kỷ 19, từ này được hiểu là "vùng đất gồm cỏ và cây". Ngày nay, đồng cỏ dùng để chỉ vùng đất gồm cỏ và cây rải rác hoặc được phủ rộng bởi cây.
Những nhà thám hiểm Tây Ban Nha (thường được gọi là nhóm "sabana") gọi vùng đồng cỏ họ phát hiện quanh sông Orinoco là Ilanos, Những đồng cỏ trên cao nguyên tại Brazil được gọi là "Cerrado".
Rất nhiều vùng cỏ rộng lớn hoặc kết hợp giữa cây, cây bụi và cỏ đã được mô tả trước khi chính thức được gọi tên vào giữa thế kỷ 19.
Ở bắc Mỹ, đồng cỏ thường được gọi là "Barrens" (những cánh đồng hoang) và được mô tả như "bát ngát cỏ cùng cây". Nhiều tác giả định nghĩa về đồng cỏ phải có diện tích cây ít nhất từ 5-10% và nhiều nhất là 25-80%.
Các đồng cỏ xuất hiện tự nhiên gần như trên mọi châu lục, ngoại trừ châu Nam Cực. Tại các vĩ độ ôn đới, chẳng hạn tây bắc châu Âu, các đồng cỏ chủ yếu là các loài cây sống lâu năm, trong khi trong khu vực có khí hậu ấm hơn thì các loài một năm tạo thành thành phần lớn hơn của thảm thực vật.
Các đồng cỏ có thể được tìm thấy trong phần lớn các kiểu khí hậu đất liền. Thảm thực vật đồng cỏ có thể dao động về chiều cao từ rất ngắn, chẳng hạn như ở vùng đất thấp đá phấn trong đó thảm thực vật có thể thấp hơn 30 cm (12 inch), tới rất cao, như ở trường hợp của đồng cỏ cao Bắc Mỹ, các đồng cỏ Nam Mỹ và xavan tại châu Phi. Các loại thực vật thân gỗ, cây bụi và cây gỗ, có thể xuất hiện trong một số dạng đồng cỏ - chúng tạo thành các kiểu xavan, đồng cỏ cây bụi hay đồng cỏ bán cây gỗ, chẳng hạn như ở xavan châu Phi hay dehesa trên bán đảo Iberia. Các đồng cỏ như thể đôi khi được nói tới như là bãi chăn thả-rừng hay đồng rừng.
Các đồng cỏ che phủ gần 50% bề mặt đất đai của châu Phi. Trong khi các đồng cỏ nói chung hỗ trợ tính đa dạng của sự sống hoang dã thì nó lại không cung cấp hay hạn chế nơi ẩn nấp của những động vật săn mồi, nên khu vực xavan châu Phi hỗ trợ tính đa dạng lớn hơn của sự sống hoang dã so với các đồng cỏ ôn đới.
Sự xuất hiện của các dãy núi tại miền tây Hoa Kỳ trong thế Miocen và thế Pliocen, một thời kỳ khoảng 25 triệu năm trước, đã tạo ra khí hậu lục địa thích hợp cho sự tiến hóa của đồng cỏ. Các quần xã sinh vật rừng đang tồn tại bị suy giảm và đồng cỏ trở thành ngày càng phổ biến hơn. Tiếp theo sau thời kỳ băng hà trong thế Pleistocen, các đồng cỏ mở rộng hơn vào các khu vực có khí hậu nóng hơn, khô hơn và bắt đầu trở thành đặc trưng đất liền thống lĩnh trên khắp thế giới.
Là thực vật có hoa, các loài cỏ mọc tập trung lớn trong các khu vực có khí hậu trong đó lượng mưa hàng năm nằm trong khoảng từ 500 tới 900 mm (25-35 inch). Hệ thống rễ của cỏ lưu niên và các dạng cỏ dại phi-hòa thảo khác tạo thành các tấm thảm phức tạp giữ đất tại chỗ. Các loại côn trùng, giun sinh sống sâu trong lòng đất, có thể tới độ sâu 6 m (20 ft) trong các đồng cỏ yên tĩnh trên các loại đất giàu dinh dưỡng nhất trên thế giới. Các dạng động vật không xương sống này, cùng với nấm cộng sinh, làm gia tăng hệ thống rễ, phá vỡ các loại đất cứng, làm giàu nó với urê và các loại phân bón tự nhiên khác, giữ lại nước và khoáng chất và thúc đẩy sự phát triển. Một vài kiểu nấm làm cho thực vật có sức đề kháng tốt hơn trước các cuộc tấn công của sâu bọ và vi khuẩn.
Đồng cỏ bao phủ 20% diện tích Trái Đất và tập trung nhiều nhất tại châu Phi.
Biểu hiện đặc trưng của môi trường đồng cỏ là lượng mưa thay đổi theo năm và cháy rừng vào mùa khô.
Ca sĩ Mary Hopkin trong bài hát Those were the days đã hát về thảo nguyên như một vùng đất rộng lớn của người du mục. Sự phát triển của đồng cỏ trên khắp thế giới ngoài tác động của thiên nhiên còn chịu ảnh hưởng lớn bởi tầng lớp dân cư sống ở đây.
Là kết quả của hiện tượng cháy rừng tự nhiên hoặc có thể là hậu quả đốt rừng của con người. Ví dụ, thổ dân Mỹ đã tạo ra đồng cỏ ở bắc Mỹ thông qua việc đốt lửa để chống lại các thế lực thù địch như quỷ dữ hay thú dữ.
Con người hiện đại với các nhu cầu về cỏ để nuôi gia súc cũng như đất đai để trồng trọt, đồng thời tránh các rủi ro do cháy rừng gây nên, đã là nhân tố làm giảm diện tích đồng cỏ trên toàn thế giới.
Mèo rừng loài hươu, nai, chó đồng cỏ, chuột, thỏ, chồn hôi, sói đồng cỏ, rắn, cáo, cú, lửng, hoét, châu chấu, sơn ca đồng cỏ, chim sẻ, chim cút, diều hâu và linh cẩu v.v. là những động vật nhỏ thường gặp ở đồng cỏ. Ngoài ra, đặc biệt ở các đồng cỏ nhiệt đới hoang dã tại châu Phi, có thể thấy các động vật lớn như bò rừng bizon, linh dương gazelle, ngựa vằn, tê giác và ngựa hoang...

## Khí hậu
Nhình chung, các đồng cỏ tự nhiên chủ yếu có khí hậu bán khô hạn hoặc khí hậu lục địa, thường nhận được khoảng 380 tới 900 mm (15-35 inch) lượng mưa mỗi năm, trong khi các sa mạc chỉ nhận được lượng mưa mỗi năm không quá 250 mm (9,8 inch) còn các rừng mưa nhiệt đới thì nhận trên 2000 mm (79 inch). Các đồng cỏ do hoạt động của con người tạo ra thường xuất hiện trong các khu vực có lượng mưa hàng năm cao hơn, có thể cao tới 2000 mm.
Nhiệt độ trung bình ngày nằm trong khoảng từ -20 tới 30 °C (từ -4 tới 86 °F). Các đồng cỏ ôn đới có mùa đông lạnh và mùa hè ấm với mưa hay tuyết.

## Đa dạng sinh học

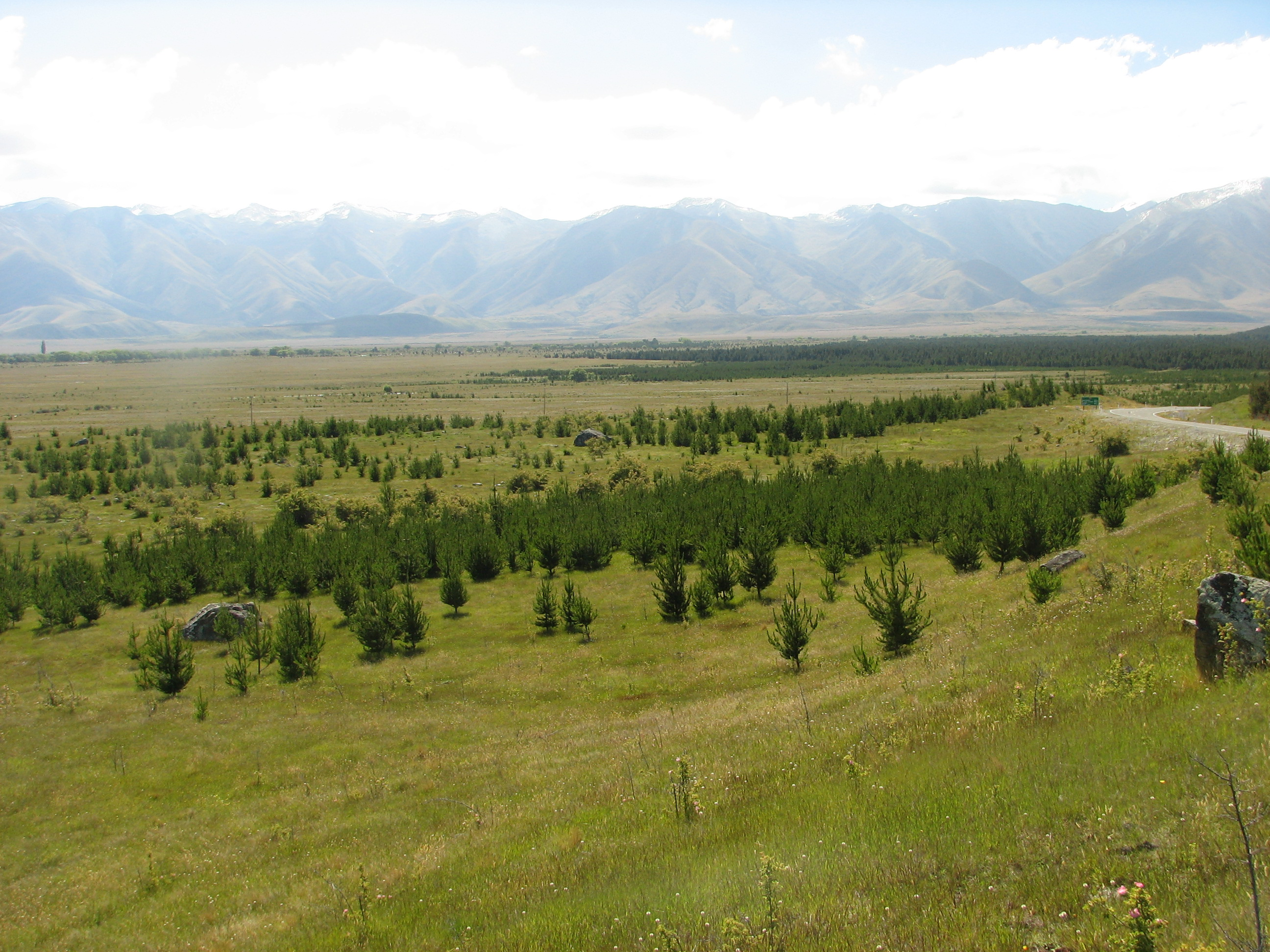
Một thảo nguyên ở New Zealand

Các đồng cỏ trong đó thống lĩnh là các quần thể thực vật hoang dại không do gieo trồng ("các đồng cỏ không cải tạo") có thể được gọi là các môi trường sống hoặc là tự nhiên hoặc là 'bán tự nhiên'. Phần lớn các đồng cỏ trong khí hậu ôn đới là 'bán tự nhiên'. Mặc dù các quần thể thực vật của chúng là tự nhiên, nhưng sự duy trì của chúng phụ thuộc vào các hoạt động của con người, như gieo trồng ít thâm canh, duy trì các đồng cỏ này thông qua các chế độ gặm cỏ và xén tỉa. Các loại đồng cỏ này chứa nhiều loài thực vật hoang dại - cỏ, lác, cói, bấc và các cây thân thảo khác - tới 25 hay nhiều hơn số loài trên mỗi mét vuông là hết sức bình thường.
Các vùng đất thấp đá phấn tại Anh có thể có tới trên 40 loài trên mỗi mét vuông. Tại nhiều nơi trên thế giới, chỉ một số ít đồng cỏ là không trải qua các hoạt động cải tạo nông nghiệp (bón phân, diệt cỏ dại, cày xới hay tái gieo hạt). Chẳng hạn, các đồng cỏ Bắc Mỹ nguyên thủy hay các bãi cỏ hoa dại vùng đất thấp tại Vương quốc Anh hiện nay ngày càng trở nên hiếm hơn và các quần thực vật hoang dã gắn liền với chúng cũng bị đe dọa ở mức độ lớn như vậy. Gắn liền với sự đa dạng thực vật hoang dã của các đồng cỏ "không cải tạo" thường là sự đa dạng trong quần động vật không xương sống;
Bên cạnh dó nhiều loài chim cũng là các "chuyên gia" của đồng cỏ, chẳng hạn như dẽ giun và ôtit lớn. Các đồng cỏ được cải tạo về phương diện nông nghiệp, thống lĩnh tại các cảnh quan nông nghiệp thâm canh hiện đại, thường nghèo nàn về lượng các loài thực vật hoang dã do sự đa dạng nguyên thủy của thực vật hoang dã đã bị hủy diệt bởi gieo trồng, các cộng đồng thực vật hoang dại nguyên thủy bị thay thế bởi sự gieo trồng độc canh của các chủng hay giống cỏ và cỏ ba lá, chẳng hạn như cỏ hắc mạch lưu niên (Lolium perenne) hay cỏ ba lá trắng (Trifolium repens). Tại nhiều nơi trên thế giới, các đồng cỏ "không cải tạo" là một trong những môi trường sống bị đe dọa mạnh nhất, và mục tiêu mà các nhóm bảo tồn sự sống hoang dại muốn đạt được là các giấy phép đặc biệt cho các chủ đất để khuyến khích họ quản lý chúng một cách thích hợp.

## Tầm quan trọng

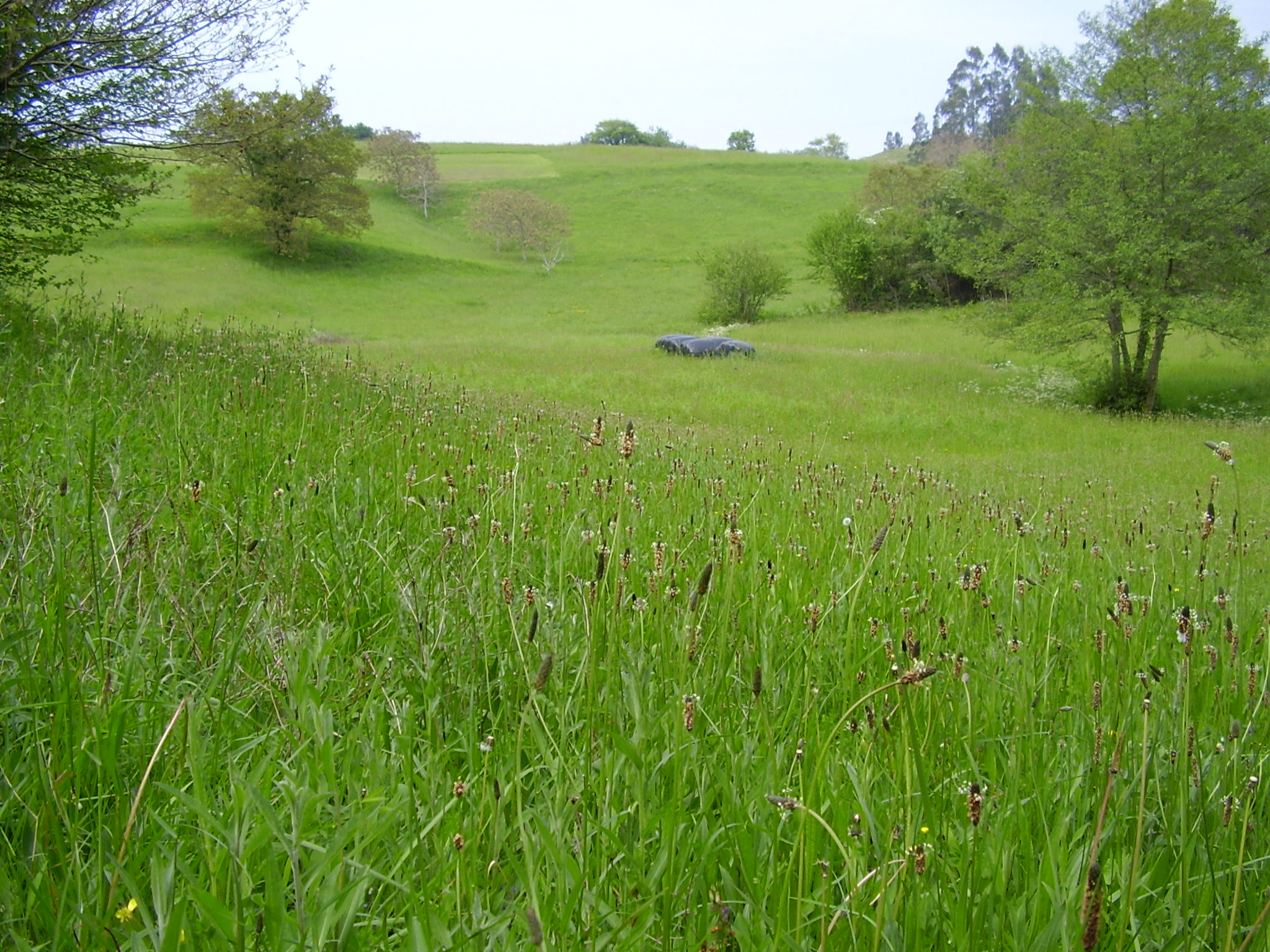
Đồng cỏ tại Cantabria, miền bắc Tây Ban Nha.

Các đồng cỏ có tầm quan trọng thiết yếu để chăn nuôi gia súc nhằm cung cấp thịt, sữa và các sản phẩm từ sữa cũng như các sản phẩm khác có nguồn gốc động vật cho nhu cầu của con người. Thảm thực vật đồng cỏ vẫn là thống lĩnh trong một số khu vực cụ thể thường là do chế độ gặm cỏ, xén tỉa, cắt hay cháy tự nhiên hoặc do con người đốt, tất cả đều nhằm ngăn cản sự chiếm lĩnh hay sống sót của các loại hạt của cây gỗ hay cây bụi. Một vài sự mở rộng lớn nhất trên thế giới của đồng cỏ được thấy tại các xavan châu Phi, và các đồng cỏ xavan này được duy trì bởi các loài động vật ăn cỏ hoang dã cũng như bởi những người chăn thả gia súc sống du mục cùng trâu, bò, dê, cừu của họ.
Những người thợ săn trên khắp thế giới thường cũng hay đốt lửa định kỳ để duy trì và mở rộng đồng cỏ và ngăn chặn các loài cây thân gỗ/cây bụi không chịu được lửa để không cho chúng chiếm chỗ. Các đồng cỏ prairie cao ở Trung tây Bắc Mỹ có thể đã mở rộng sang phía đông tới Illinois, Indiana, Ohio bởi các hoạt động của con người. Phần lớn các đồng cỏ ở tây bắc châu Âu đã phát triển sau thời đại đồ đá mới, khi con người dần dà chặt quang rừng để tạo ra các khu vực chăn thả gia súc của họ.

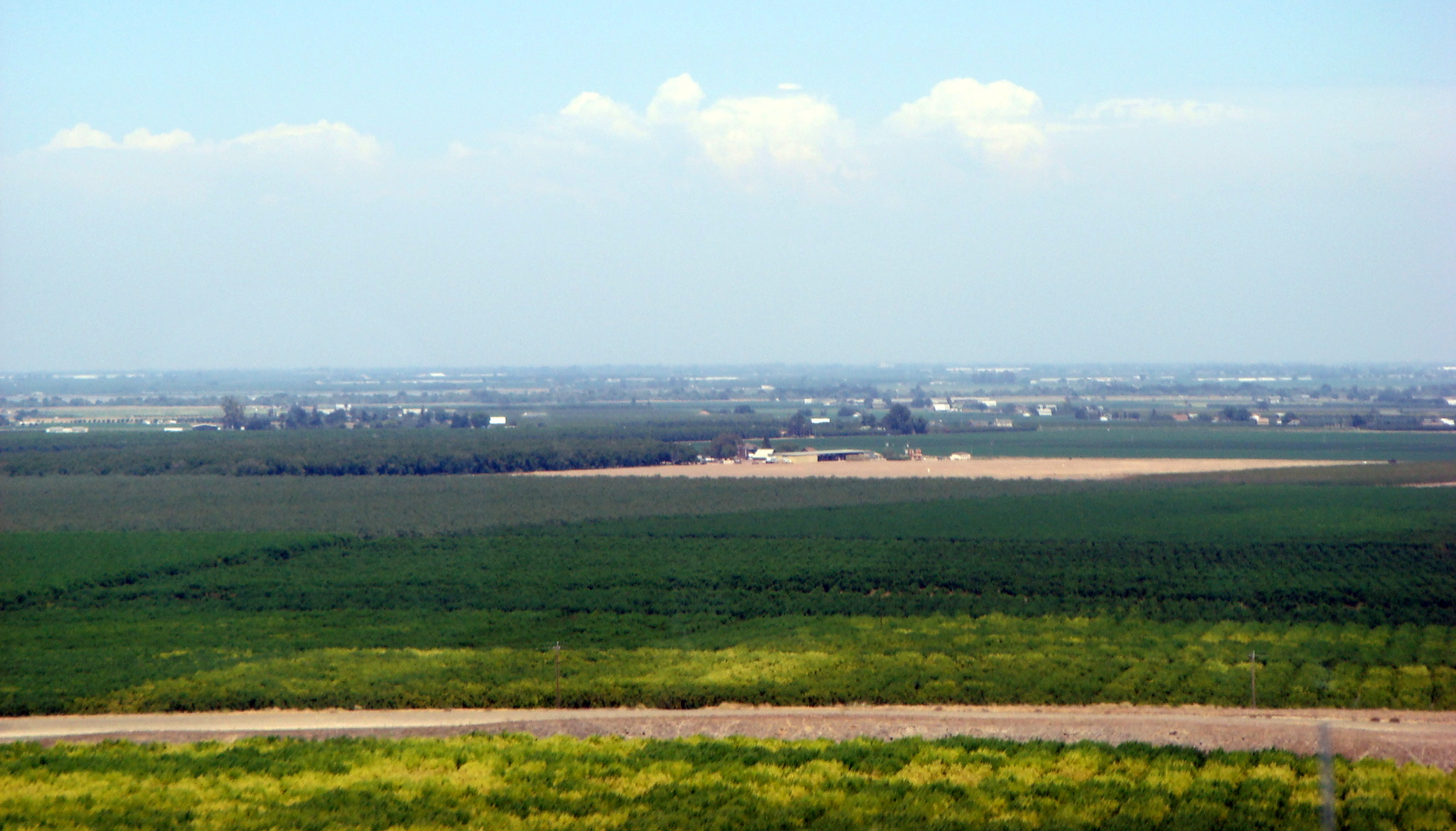
Đồng cỏ tại California

## Kiểu đồng cỏ

### Nhiệt và cận nhiệt đới
Các đồng cỏ này được phân loại cùng các xavan và vùng cây bụi nhiệt đới và cận nhiệt đới như là quần xã sinh vật đồng cỏ, xavan và vùng cây bụi nhiệt đới và cận nhiệt đới. Các đồng cỏ nhiệt đới và cận nhiệt đới đáng chú ý có đồng cỏ Llanos ở miền bắc Nam Mỹ. Ngoài ra, những đồng cỏ ở châu Phi, gồm cả Serengenti, nổi tiếng bởi sự hoang dã cũng thuộc loại đồng cỏ này.

### Đồng cỏ ôn đới
Các đồng cỏ ở vĩ độ trung bình với dạng khí hậu hai mùa là mùa hạ mưa và mùa đông khô bao gồm đồng cỏ prairie ở Bắc Mỹ, pampa ở Argentina, vùng đất thấp đá vôi và đồng cỏ (steppe) ở châu Âu và Trung Á. Chúng được phân loại với các xavan và vùng cây bụi ôn đới như là quần xã sinh vật đồng cỏ, xavan và vùng cây bụi ôn đới. Các đồng cỏ ôn đới là quê hương của nhiều loài động vật ăn cỏ lớn, như bò rừng bizon, linh dương Gazelle, ngựa vằn, tê giác và ngựa hoang. Các loài động vật ăn thịt, như sư tử, sói xám và báo gêpa và báo hoa mai cũng được tìm thấy trong các đồng cỏ ôn đới. Các động vật khác của khu vực này còn có các loài hươu, nai, chó đồng cỏ, chuột, thỏ, chồn hôi, sói đồng cỏ, rắn, cáo, cú, lửng, hoét, châu chấu, sơn ca đồng cỏ, chim sẻ, chim cút, diều hâu và linh cẩu v.v.

### Đồng cỏ lục địa

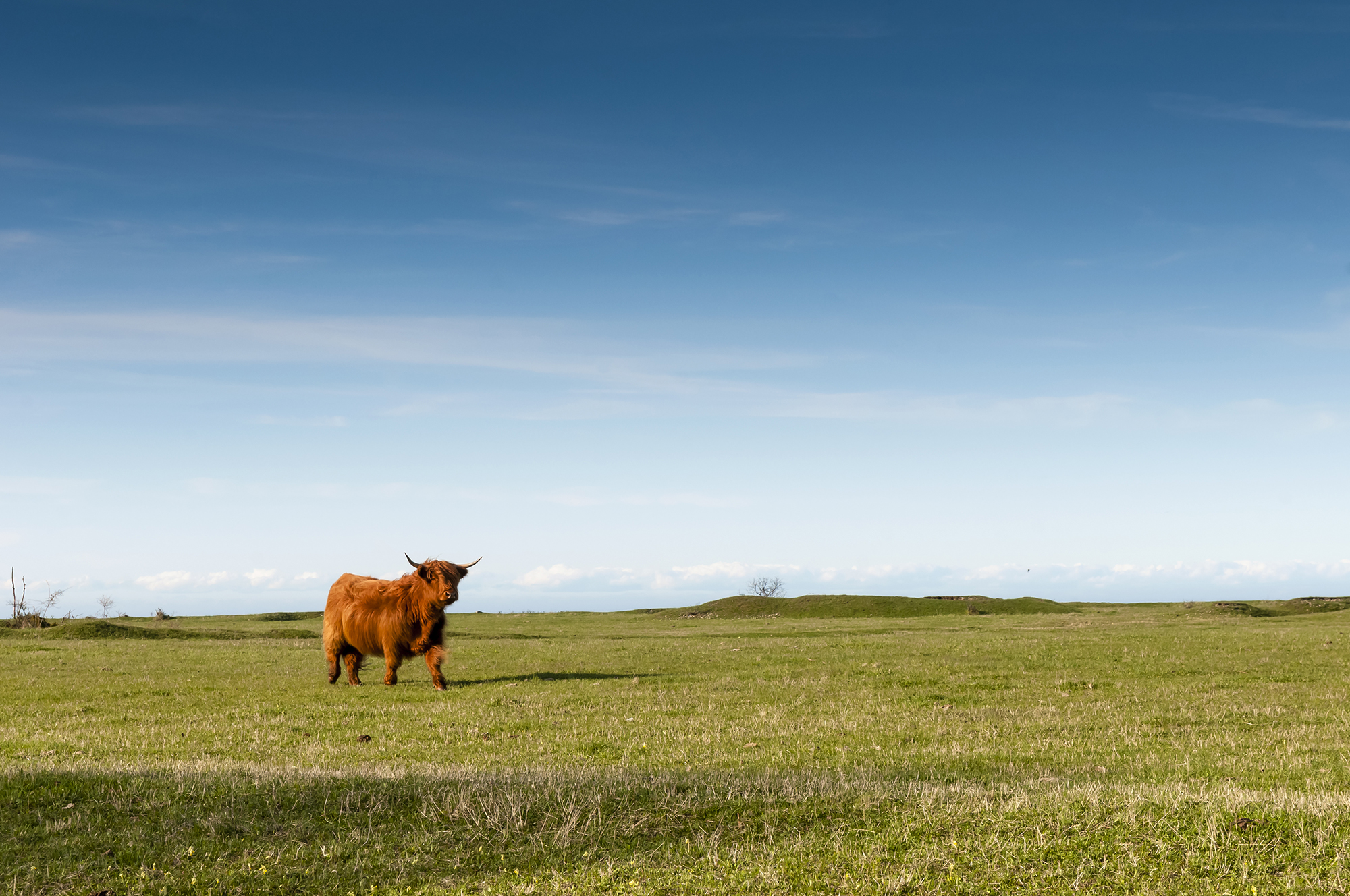
Đồng cỏ lục địa

Các đồng có ở vĩ độ trung bình với khí hậu lục địa ôn hoà với mùa đông nhiều mưa, mùa hạ nóng và khô. Thực vật gồm rừng rậm, rừng và cây bụi. Điển hình cho dạng đồng cỏ này là đồng cỏ tại California với cây sồi thảo nguyên.

### Đồng cỏ ngập nước
Các đồng cỏ bị ngập nước theo mùa hay quanh năm, như Everglades ở Florida hay Pantanal ở Brasil, Bolivia và Paraguay. Chúng được phân loại với các xavan ngập nước như là quần xã sinh vật đồng cỏ và xavan ngập nước và chủ yếu có tại khu vực nhiệt đới và cận nhiệt đới.

### Đồng cỏ miền núi

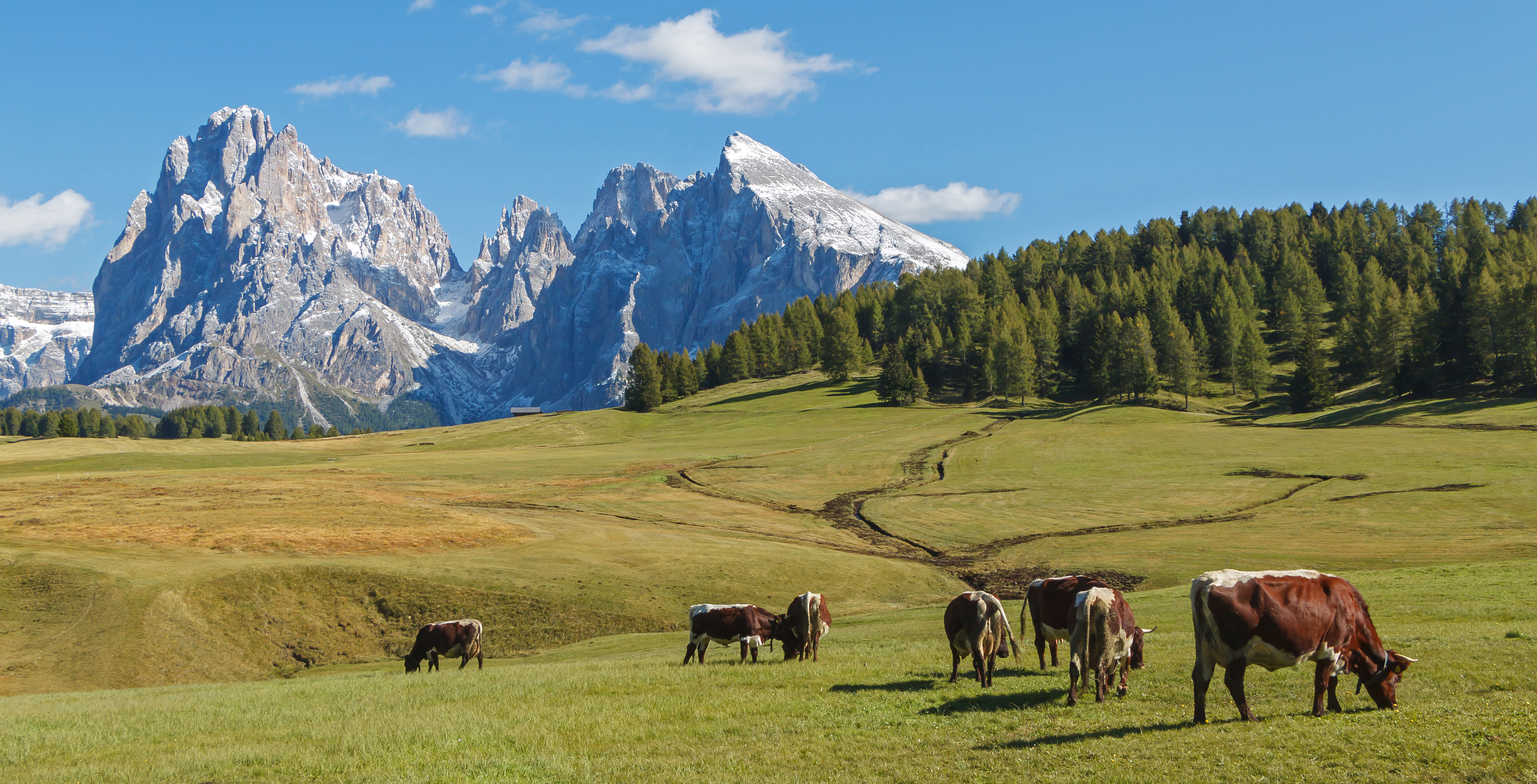
Đồng cỏ chăn thả gia súc tại đài nguyên núi Anpơ ở Dolomites, Nam Tỉrol, Ý

Các đồng cỏ nằm tại các cao độ lớn trên các dãy núi cao trên khắp thế giới, như Páramo của dãy núi Andes. Chúng là một phần của quần xã sinh vật đồng cỏ và vùng cây bụi miền núi, và bao gồm cả các dạng đài nguyên núi cao.

### Đồng cỏ vùng cực
Tương tự như đồng cỏ miền núi, các đài nguyên vùng cực có thể có cỏ. Tuy nhiên độ ẩm cao của đất nghĩa là rất ít đài nguyên ngày nay có thống lĩnh là cỏ. Tuy nhiên, trong các thời kỳ băng hà thế Pleistocen, đồng cỏ vùng cực được biết đến như là thảo nguyên-đài nguyên chiếm lĩnh các khu vực rộng lớn của Bắc bán cầu.

### Đồng cỏ khô cằn
Còn được gọi là đồng cỏ sa mạc, do khí hậu cực kỳ khô cằn nên chỉ có rất thưa thớt các đồng cỏ nằm trong các khu vực sinh thái vùng cây bụi sa mạc và khô cằn.